# لرزیدن

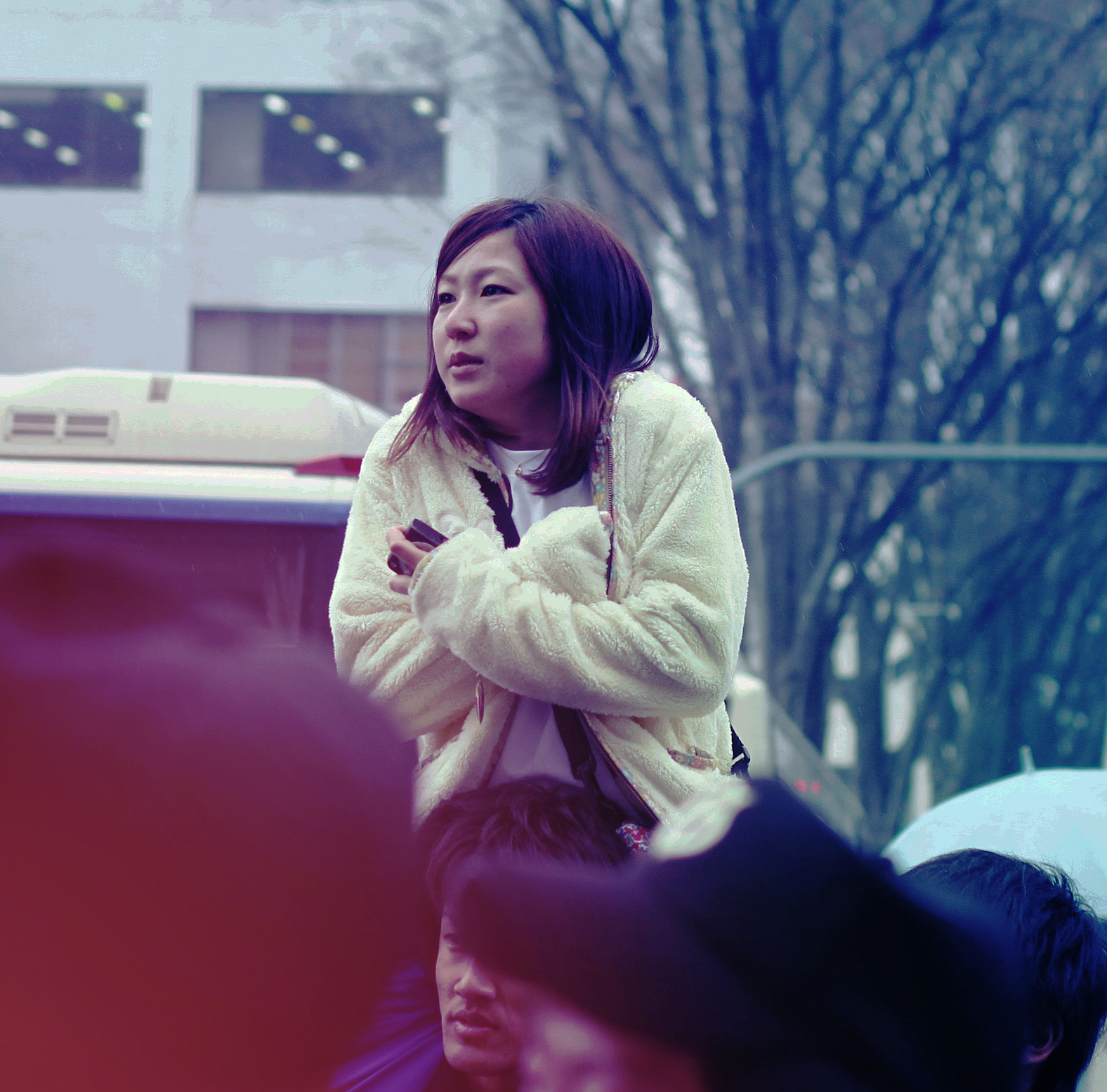
زنی که از سرما می‌لرزد

لرزیدن Shivering (که لرزش shuddering نیز نامیده می‌شود) یک عملکرد بدن در پاسخ به سرما و ترس شدید در جانوران خونگرم است. هنگامی که دمای مرکزی بدن کاهش می‌یابد، واکنش لرز برای حفظ هم‌ایستایی تحریک می‌شود. ماهیچه‌های اسکلتی با حرکات کوچک شروع به لرزیدن می‌کنند و با صرف انرژی گرما ایجاد می‌کنند. لرز همچنین می‌تواند پاسخی به تب باشد، زیرا ممکن است فرد احساس سرما کند. در طول تب، نقطه تنظیم هیپوتالاموس برای دما افزایش می‌یابد. افزایش نقطه تنظیم باعث افزایش دمای بدن (پیرکسی) می‌شود، اما سبب می‌شود بیمار تا رسیدن به نقطه تنظیم جدید احساس سرما کند. لرز شدید همراه با لرزیدن زیاد، سختی (Rigor) نامیده می‌شود. سختی‌ها به این دلیل رخ می‌دهند که بدن بیمار در تلاش فیزیولوژیک برای افزایش دمای بدن تا نقطه تنظیم جدید می‌لرزد.
در انسان، لرزیدن می‌تواند برخاسته از شناخت صرف نیز باشد. این عمل به عنوان لرزش روانی معروف است.